# Pfaffenhof (Herxheim am Berg)
Pfaffenhof 5/7 sind denkmalgeschützte Objekte in der rheinland-pfälzischen Ortsgemeinde Herxheim am Berg. Unter zwei Wohnhäusern befindet sich ein großer durchlaufender Gewölbekeller. Torpfeiler des sogenannten Pfaffenhofs wurden im Stil des Klassizismus errichtet.

## Lage
Der alte Haupteingang befindet sich im Ortskern schräg gegenüber dem Zugang zu der ebenfalls denkmalgeschützten Protestantischen Pfarrkirche des Dorfs.

## Geschichte
Der Gewölbekeller wurde vor der französischen Revolution durch das Speyerer Domkapitel genutzt, deshalb wurde das ganze Anwesen als Pfaffenhof bezeichnet. Über die Bankiersfamilie Karcher kam das Anwesen 1817 an den Ökonom Johann Nicolaus Jacob. Beide Familien stammten aus Kaiserslautern und nutzten den Pfaffenhof als Sommerhaus. Der Keller wurde als Weinkeller genutzt und später geteilt. Der östliche Teil wurde von der Familie Bohnenstiel erworben, die ihn noch heute als Weinkeller des Weinguts „Pfaffenhof“ nutzt. Auch der westliche Teil gehörte einer Winzerfamilie des Weinortes, er dient aber nicht mehr der Produktion und Lagerung von Wein.
Sonstiges
Der spätere Landrathspräsident Carl Jacob lernte hier seine Cousine und spätere Ehefrau Luise Lichtenberger kennen, die unter dem Pseudonym Emmy Braun die erfolgreichste Kochbuchautorin der Pfalz wurde.

## Beschreibung
Der Gewölbekeller aus dem 18. Jahrhundert gehört zu den größten historischen Weinkellern der Pfalz. Neben dem großen Keller liegt noch ein kleinerer Keller, der ebenfalls eingewölbt ist. Die Ostseite ist mit einem stattlichen Krüppelwalmdachbau überbaut. Vom obersten Geschoss überblickt man die Kirche und die Rheinebene. Die Torpfeiler sind klassizistisch und stammen aus dem 19. Jahrhundert. Der Keller ist heute geteilt, der westliche Teil ist mit einem weiteren Winzeranwesen überbaut. Eine Tafel führt die Besitzer in chronologischer Reihenfolge auf.